# Cisco Career Certifications
 (juillet 2020).
Cisco Career Certifications est un programme de certification professionnelle de la société Cisco Systems. Elles servent également de référence chez des constructeurs concurrents.
Depuis le 24 février 2020, Cisco propose une nouvelle version de son programme de formation et de certifications.
Depuis le 20 aout 2024, Cisco a change de version mineur du CCNA 200-301 passant de la v1 à v1.1 avec environ 10% de changement de contenu.

## Historique
Création du CCIE en 1993.
Création du Networking Academy Program en 1997, du CCNA en 1998 et du CCENT en 2007.
Annonce de la refonte du programme de certification en juillet 2019, pour une mise en ligne en février 2020.

## Certifications Cisco
Il y a quatre niveaux de certification individuelle : Entry, Associate, Professional, et Expert (Expert étant le plus haut niveau). Les certifications Specialist sont à part et n'ont pas de niveau de difficultés distinctives. En fonction du nombre et du niveau de certification de ses employés, Cisco attribue un niveau de Certifications de société qui donnera droit a des avantages commerciaux. Cisco a défini trois principaux niveaux de certification: Gold Certification, Silver Certification, et Premier Certification.
Les certifications à titre individuel sont organisées par niveau de connaissances et par technologies. Il existe sept parcours technologiques différents :
| Certification Paths | Entry-Level | Associate     | Professional  | Expert                   |
| ------------------- | ----------- | ------------- | ------------- | ------------------------ |
| Routing & Switching | CCENT       | CCNA          | CCNP          | CCIE Routing & Switching |
| Design              | CCENT       | CCNA & CCDA   | CCDP          | CCDE                     |
| Network Security    | CCENT       | CCNA Security | CCSP          | CCIE Security            |
| Service Provider    | CCENT       | CCNA          | CCIP          | CCIE Service Provider    |
| Storage Networking  | CCENT       | CCNA          | CCNP          | CCIE Storage Networking  |
| Voice               | CCENT       | CCNA voice    | CCVP          | CCIE Voice               |
| Wireless            | CCENT       | CCNA Wireless | CCNP Wireless | CCIE Wireless            |